# Thyolo (distrikt)
Thyolo är ett av Malawis 28 distrikt och ligger i Southern Region. Huvudorten är  Thyolo.